# Třebešice (district de Kutná Hora)
Pour les articles homonymes, voir Třebešice.
Třebešice (en allemand : Trebeschitz) est une commune du district de Kutná Hora, dans la région de Bohême-Centrale, en République tchèque. Sa population s'élevait à 279 habitants en 2020.

## Géographie
Třebešice se trouve à 4 km à l'ouest-nord-ouest de Čáslav, à 5,5 km à l'est-sud-est de Kutná Hora et à 68 km à l'est-sud-est de Prague.
La commune est limitée par Církvice au nord, par Čáslav à l'est, par Močovice au sud, par Kluky au sud-ouest, et par Kutná Hora à l'ouest.

## Histoire
La première mention écrite de la localité date de 1309.

## Transports
Par la route, Třebešice se trouve à 5 km de Čáslav, à 9,5 km de Kutná Hora et à 85 km de Prague.